# Sing Your Way Home
Sing Your Way Home (deutsch Sing auf deinem Weg nach Hause) ist ein US-amerikanischer Musikfilm von Anthony Mann aus dem Jahr 1945, dessen Hauptrollen mit Jack Haley, Marcy McGuire, Glenn Vernon und Anne Jeffreys besetzt sind.
William Bowers Drehbuch geht auf eine Geschichte von Edmund Joseph und Bart Lytton.

## Handlung
Zweiter Weltkrieg: Die junge Kay Lawrence ist im besetzten Frankreich gestrandet. Ihre Lebensunterhalt bestreitet sie durch Gesangsauftritte. Kay hat Sehnsucht nach ihrem Zuhause, wohin sie zurück möchte. Der egozentrische Reporter Steve Kimball hat ein Buch über seine Kriegserfahrungen geschrieben und möchte Frankreich nun wieder in Richtung Heimat verlassen. Dort plant er eine Vortragsreihe. Da transatlantische Reisen während Kriegszeiten sehr gefragt sind, vermittelt Steves Arbeitgeber ihm den Job, eine Truppe von fünfzehn jungen Sängern und Tänzern auf ihrem Weg nach Hause zu beaufsichtigen, die für lange Zeit in Europa auf Tour waren. Auch Bridget Forrester schleicht sich an Bord, in die sich der junge Sänger Jimmy McCue prompt verliebt. Aber auch Kays Traum scheint sich zu erfüllen, als sie einen Platz auf dem Schiff bekommt.
Auf dem Ozeandampfer gerät Steve Kimball mit dem Kapitän aneinander, der ihm daraufhin verbietet, die Funkanlage weiter zu benutzen. Um das Verbot zu umgehen, bittet er Bridget um Hilfe. Bridget, die sich in Steve verliebt hat, fängt eine seiner codierten Nachrichten ab und zieht daraus falsche Schlüsse. Da sich zwischen Steve und Kay inzwischen etwas getan hat und Bridget ein mögliches Liebesverhältnis beider unterbinden will, erzählt sie Kay wahrheitswidrig, dass Steve während der Reise schon Dutzende von Liebesgeständnissen erhalten habe. Kay gelingt es im Gegenzug, an eine versandte Nachricht Steves einen Satz anzuhängen, der beim Herausgeber der Zeitung eine unglaubliche Entwicklung auslöst. Man rätselt, ob diese Nachricht tatsächlich wahr ist und man sie in der Zeitung drucken könne. Da Steve bisher immer Recht hatte mit seinen Meldungen, entschließt sich die Zeitung, die unglaubliche Nachricht zu drucken, nämlich, dass die Nationen einen Friedensplan akzeptiert hätten. Da die Wahrheit jedoch schnell ans Licht kommt, wird Steve bei seiner Ankunft in New York festgenommen. Bridget, die vermutet, dass Kay etwas mit der neuen Situation zu tun hat, sucht diese in dem Club auf, in dem sie nun singt und erzählt ihr, was passiert ist. Da Kay nicht wollte, dass Steve in eine solche Situation gerät, klärt sie die Angelegenheit auf, sodass sich für beide doch noch alles zum Guten wendet. Und auch Bridget und Jimmy kommen sich näher.

## Produktion

### Produktionsnotizen
Die Dreharbeiten erstreckten sich über den Zeitraum 27. November bis Ende Dezember 1944. Für die Filmbauten trugen Albert S. D’Agostino und Al Herman die Verantwortung, für die Ausstattung Harley Miller und Darrell Silvera. Renié war für die Kostüme zuständig. Die musikalische Leitung des Films hatte Constantin Bakaleinikoff inne.

### Soundtrack
- Heaven is a Place called Home, Musik: Allie Wrubel, Text: Herb Magidson,
gesungen von Glenn Vernon, David Forrest, James Jordan Jr, Patti Brill, Donna Lee, Nancy Marlow und anderen,
erneut gesungen von Anne Jeffreys
- Seven O’Clock in the Morning, Musik und Text wie zuvor,
gesungen von Marcy McGuire und einem Chor
- The Lord’s Prayer, gesungen von einem Chor
- I’ll Buy That Dream, Musik und Text wie zuvor,
gesungen von Anne Jeffreys und Chor,
erneut gesungen von Marcy McGuire und Glenn Vernon
- Who Did It?, Musik und Text wie zuvor,
gesungen von Marcy McGuire und einem Chor

### Veröffentlichung
Der Film wurde am 14. November 1945 in den Vereinigten Staaten erstmals gezeigt. Der Arbeitstitel lautete Follow Your Heart. Veröffentlicht wurde er zudem unter dem Titel Canta-Me Teu Amores in Brasilien, unter dem Titel Canta quando torni a casa in Italien und unter dem Titel El código del amor in Spanien. Eine deutsch synchronisierte Fassung wurde nicht erstellt, der Film wurde in Deutschland auch nicht veröffentlicht.

## Rezeption

### Kritik
Auf der Seite Comet over Hollywood ist die Rede von einem schnuckeligen kleinen Musicalfilm mit Haley in einer Ernie-Pyle-ähnlichen Rolle, allerdings sei er die prahlerische Version von Pyle. Obwohl Sing Your Way Home nicht besonders gut sei, sei es eines der lustigen Musicals der 1940er-Jahre mit jungen Talenten, die singen und tanzen könnten und Lust machen würden, mitzutanzen. Nicht jeder Film könne ein Zehn-Sterne-Film sein, man benötige die kleineren, preisgünstigen B-Filme, damit man erkennen könne, was wirklich gut sei. Es sei aber hilfreich, wenn diese B-Filme so lustig und liebenswert seien, wie dieser.
TV Guide meinte, Hauptdarsteller Jack Haley mache kaum mehr, als das, was von ihm gefordert werde, obwohl er gelegentlich einen Schimmer von echtem Talent durchblitzen lasse. Die Musik im Film sei nicht die schlechteste, aber auch nichts Besonderes. Der einzige Höhepunkt in der jugendlichen Besetzung sei Marcy McGuire.

### Auszeichnung
Allie Wrubel und Herb Magidson waren 1946 für ihren Song I’ll Buy That Dream in der Kategorie „Bester Song“ für einen Oscar nominiert, der jedoch an Oscar Hammerstein II und Richard Rodgers und deren Song It Might as Well Be Spring für den Musicalfilm Jahrmarkt der Liebe ging.